# 下第聶伯河攻勢
下第聶伯河攻勢（也稱為“下第聶伯河戰役”）是1943年發生于第二次世界大戰東線戰場的一次軍事行動。它是第二次世界大戰中最大的軍事行動之一，交戰雙方總兵力近400萬人，戰線全長1,400公里。在4個月之內蘇聯紅軍的5個方面軍從德軍手中解放了第聶伯河東岸，進行了多次渡河攻擊并在西岸建立起數個橋頭堡。在此之後基輔在基輔戰役中被解放了。
下第聶伯河攻勢是二戰中代價最昂貴的軍事行動之一，雙方的總傷亡人數估計在170萬人到270萬人之間。蘇聯作家及退伍軍人維克多·阿斯塔菲耶夫在回憶錄裏寫道，每有25,000人踏上第聶伯河的一岸，只有5,000人至6,000人能踏上對岸。由於傷亡慘重，第聶伯河空降突擊成為了蘇聯在二戰中的最後一次大規模空降行動。
該攻勢包括幾個較小的軍事行動段落：梅利托波爾攻勢、扎波羅熱攻勢、皮亞季哈特基攻勢、茲納緬卡攻勢和第聶伯羅彼得羅夫斯克攻勢。
蘇聯為表彰在下第聶伯河攻勢中表現傑出的戰士，共授予了2,438人“蘇聯英雄”的稱號，佔蘇聯蘇德戰爭中授予的11,635位“蘇聯英雄”總數的21%，在此前或此後的任何時候，都未有如此多人同時得到這一稱號。為了突破德軍在第聶伯河西岸構築的“東方壁壘”，無數蘇軍士兵前仆後繼，朱可夫在回憶錄中寫道：
強渡第聶伯河的部隊顯示出了最為勇猛、頑強和堅強不屈的作風。作為慣例，他們在抵達河邊時，沒有等待部隊利用重型設備架橋，而是立即渡河。作戰部隊使用他們能找到的任何工具和各種方法強渡第聶伯河：木筏、臨時渡船、漁舟和摩托艇。為爭奪對橋頭堡的控制權，雙方在對岸發生了激戰。部隊甚至沒有時間加固陣地，就立即與不惜一切代價發動反撲的敵人展開了混戰。

## 戰略狀況
繼庫爾斯克戰役後國防軍最高統帥部已不再有能力在東方對蘇聯紅軍發動大規模的攻勢，德國陸軍和進行支援的德國空軍在蘇聯南部的部隊已經處於守勢、并越過第聶伯河撤至西岸，沿豹-沃坦碉堡防線重新設防。渡過第聶伯河的行動由數以千計的德國士兵利用木筏和小型船隻完成，期間還不斷受到蘇聯軍隊來自空中和地面的追擊，德軍在人力和物資上的損失相當嚴重，許多久經沙場的單位也被削弱。在某些地方，德軍的戰術反擊確實取得了相當的成功，但是這不代表德國奪回了在庫爾斯克失去的戰略主動權。國防軍在人員、物資和後勤支援方面的衰退，和紅軍軍力的穩步增長，使後者為未來的攻勢積累起更大的優勢。
到8月中旬阿道夫·希特勒意識到即將到來的蘇軍攻勢不可能在烏克蘭乾草原上得到遏制，因此他下令沿第聶伯河岸建造了一系列防禦工事。他要求德軍不惜一切代價保衛在第聶伯河的豹-沃坦線陣地。
在蘇聯方面約瑟夫·史達林決心在烏克蘭發動一次大規模攻勢，繼續收復被佔領的領土。烏克蘭工業區成為首選的原因在於，該地區人口密集，且它的煤礦和其他礦產能為蘇聯提供寶貴的戰略資源。攻勢主要集中在是西南方向；蘇軍北翼大致按兵不動，而南翼則暫時駐紮在亞速海岸邊。

## 計劃

### 蘇軍的計劃
這次行動開始於1943年8月26日，部隊沿從斯摩棱斯克至亞速海、全長1,400公里的戰線展開進攻。
總體上說，行動將由36個混合軍、4個坦克軍以及5個航空軍共同執行。265萬人將參與此次大規模作戰，51,000門火炮、2,400輛坦克和2,850架飛機將被投入戰鬥。
第聶伯河是歐洲第3長河，長度僅次於伏爾加河和多瑙河。它在下游的河面寬度常超過3公里，河道中建造的多處水壩更讓這一數字進一步上升。而它還未被奪回的西岸比東岸更高、更加陡峭，這增加了蘇軍進攻的難度。不僅如此，第聶伯河西岸還被改造成了一系列由德軍駐守的防禦工事和要塞。
面對這樣的局勢，蘇軍的指揮官們有兩種選擇：
1. 尋找一、兩處德軍防線上的弱點（甚至可以避開第聶伯河下游），進行一次突破并包圍德國守軍，從而讓防線形同虛設（類似於1940年德軍坦克突破馬奇諾防線）。然而這一計劃將讓德軍得到更多的物資儲備，還會讓蘇軍陷入被機械化部隊側翼包抄的危險，這是自1941年來這便是所有蘇聯指揮官的噩夢。
2. 立即發動一次大規模進攻，將第聶伯河變為一個寬闊的戰場。該選擇讓德方守軍無暇休整，但會導致蘇軍更大的人員傷亡，這個方案最後被採用了。

進攻在長達300公里的戰線上同時發動，攻方採取了一切可用的運輸方式以登陸對岸，譬如小漁船和臨時用桶和树木製作的木筏。由於德軍對作戰地區施行了焦土政策，摧毀了所有船隻和可用於造船的材料，對渡河工具的準備一度受阻。最重要的當屬重型裝備，沒有它們的協助，蘇軍的橋頭堡根本無法立足。

#### 蘇軍組織
共有5個方面軍參與行動：
- 中央方面軍 （1943年10月20日後改稱為白俄羅斯方面軍）由康斯坦丁·康斯坦丁諾維奇·羅科索夫斯基指揮，共有579,600名士兵
  - 第2坦克集團軍由阿列克謝·羅金（Aleksei Rodin）/謝苗·伊里奇·波格丹諾夫（自9月起）指揮
  - 第9坦克軍由格里戈里·魯琴科（Hryhoriy Rudchenko，在作戰中陣亡）與鮑里斯·巴哈諾夫（Boris Bakharov）指揮
  - 第60集團軍由伊萬·丹尼洛維奇·切爾尼亞霍夫斯基指揮
  - 第13集團軍由尼古拉·普霍夫指揮
  - 第65集團軍由帕維爾·巴托夫指揮
  - 第61集團軍由帕維爾·別洛夫指揮
  - 第48集團軍由普羅科菲·羅曼年科指揮
  - 第70集團軍由伊萬·加拉寧/弗拉迪米爾·沙拉波夫（Vladimir Sharapov，9月至10月）/阿列克謝·格列齊金（自10月起）指揮
  - 第16航空集團軍由謝爾蓋·魯堅科指揮
- 沃羅涅日方面軍 （1943年10月20日後改稱為烏克蘭第1方面軍）由尼古拉·費多羅維奇·瓦圖京指揮，共有665,500名士兵
  - 近衛第3坦克集團軍由帕維爾·雷巴爾科指揮
  - 第1坦克集團軍由米哈伊爾·卡圖科夫指揮
  - 近衛第四坦克軍由帕維爾·博盧波雅諾夫指揮
  - 近衛第1騎兵軍，由維克托·巴拉諾夫（Victor Baranov）指揮
  - 近衛第5集團軍由阿列克謝·扎多夫指揮
  - 近衛第4集團軍由格里戈里·伊萬諾維奇·庫利克/阿列克謝·濟金（在作戰中陣亡）/伊萬·加拉寧指揮
  - 近衛第6集團軍由伊萬·奇斯佳科夫指揮
  - 第38集團軍由尼坎德爾·奇比索夫（Nikandr Chibisov）/基里爾·莫斯卡連科（自10月起）指揮
  - 第47集團軍由帕維爾·科爾尊/佩利普·日馬琴科（9月至10月）/維塔利·波列諾夫（Vitaliy Polenov，自10月起）指揮
  - 第27集團軍由謝爾蓋·特羅菲緬科指揮
  - 第52集團軍由康斯坦丁·科羅捷耶夫指揮
  - 第2航空集團軍由斯捷潘·克拉索夫斯基指揮
- 草原方面軍 （1943年10月20日後改稱為烏克蘭第2方面軍）由伊萬·斯捷潘諾維奇·科涅夫指揮
- 西南方面軍 （1943年10月20日後改稱為烏克蘭第3方面軍）由羅季翁·雅科夫列維奇·馬利諾夫斯基指揮
- 南方面軍 （1943年10月20日後改稱為烏克蘭第4方面軍）由费奥多尔·伊万诺维奇·托尔布欣指揮

#### 可動員的兵力
265萬人參與這個大規模行動。

#### 可使用的裝備
行動共動用了51,000門火炮、2,400輛坦克和2,850架飛機。

### 德軍的計劃

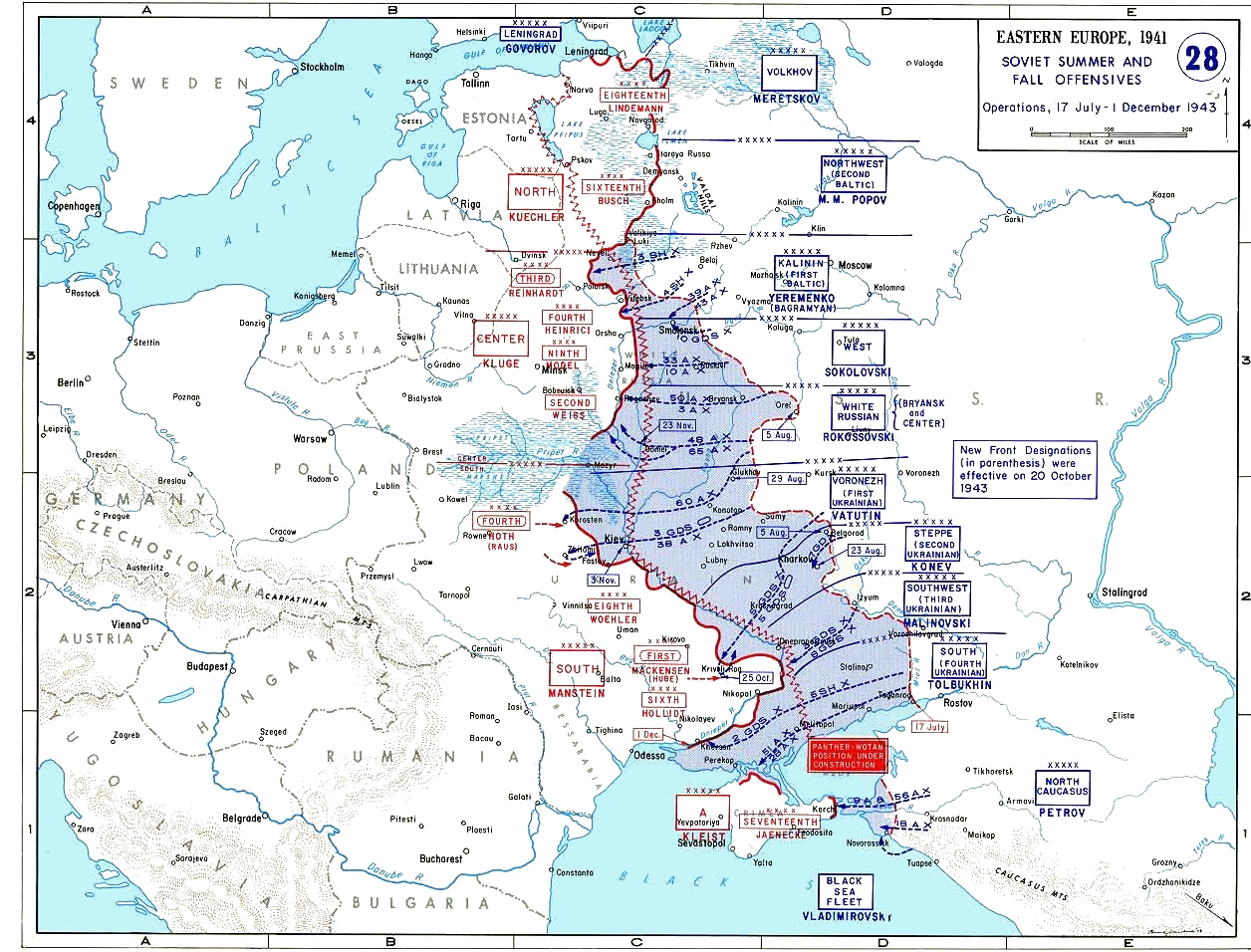
第聶伯河戰役和其有關行動示意圖

建造第聶伯河複雜防禦系統，被稱為“東方長城”的命令，於1943年8月11日發布及被立即執行。
防禦工事被配置在第聶伯河沿岸。然而，沒有希望在短時間內完成這樣大規模的防線。因此完成的“東方長城”，其防禦工事的密度和深度並不是統一。相反的防禦工事都集中在蘇聯最可能嘗試突破的地方，例如在克列緬丘格附近、扎波羅熱和尼科波爾。
此外1943年9月7日，德軍武裝親衛隊和國防軍奉命放棄該地區，他們不得不放棄任何東西使可蘇軍的推進減慢下來，並實施焦土政策試圖造成蘇軍物資供應短缺。

#### 德軍的組織
- 第2航空队（部分单位，沃尔弗拉姆·冯·里希特霍芬）
- （在乌克兰）南方集团军群（埃里希·冯·曼施泰因）
  - 第4装甲集团军（赫尔曼·霍斯）
  - 第1装甲集团军（埃伯哈德·冯·马肯森）
  - 第8集团军（奥托·沃勒）
  - 第6集团军（卡尔-阿道夫·霍利特，后转入A集团军群）
- 第4航空队（沃尔弗拉姆·冯·里希特霍芬）
  - （在克里米亚）A集团军群（埃瓦尔德·冯·克莱斯特）
- 中央集团军群（京特·冯·克鲁格）
  - 第2集团军（瓦爾特·魏斯）

## 戰略行動描述

### 最初的進攻
儘管在數量有巨大優勢，進攻仍然是不容易。德軍的反擊極其兇猛及在每一個城鎮和城市持續抵抗。德意志國防軍廣泛利用後衛部隊，並在每座城市及每個山頭留下一些部隊，減緩蘇軍的進攻。

### 攻勢的進展
進攻開始3個星期後儘管蘇方損失嚴重，很顯然德意志國防軍不能指望在平坦而開闊的草原上遏制蘇聯的進攻，在這裡紅軍因兵力優勢而佔上風。曼施坦因要求提供多達12個師的增援部隊，希望遏制蘇聯的進攻，但德軍的預備隊兵力不足。多年後曼施坦因在他的回憶錄寫道：

在分析這種情況後，我認為我們現有的部隊不能保持頓巴斯，甚至整個東部陣線更大的危險來自集團軍的北翼。第8軍團和第4裝甲軍團將無法長時間遏制蘇軍的進攻。

### 決定性的行動
因此在1943年9月15日希特勒下令南方集團軍撤退到第聶伯河防線。
在波爾塔瓦的戰役是特別痛苦。這個城市有重兵把守，其駐軍有充分的準備。經過數天的戰鬥令蘇軍的進攻大大放慢，科涅夫元帥決定繞過城市和衝向第聶伯河。經過兩天激烈的城市戰，波爾塔瓦的駐軍被消滅。
至1943年9月底蘇軍到達第聶伯河下遊，雖然最艱難的部分還在後面。

### 最後承諾

#### 第聶伯河空降行動
（以下是，在很大程度上，是格蘭茲提供的一個故事大綱並得到斯塔斯科夫的幫助）。
蘇聯最高統帥部將第3坦克軍團從中央方面軍調往沃羅涅日方面軍的戰線上以追擊被削弱的德軍至第聶伯河、阻止德軍對小麥作物實施焦土政策及在德軍防線穩固下來前確保具戰略性或行動意義的橋頭堡。第3坦克軍團在9月21日晚至22日輕鬆地到達該河和23日蘇軍步兵部隊通過游泳和臨時排渡河，以確保小而脆弱的橋頭堡，抗擊的德軍只有第120切爾卡瑟防彈學院士官學院學生與捉襟見肘的第19裝甲師之偵察營。這些部隊是在全長60 公里的第聶伯河環線上（幾乎無人）唯一的德軍部隊。只有猛烈的德軍空襲和缺乏渡河裝備能阻止蘇軍的重型武器渡河和擴大橋頭堡。
蘇聯最高統帥部感覺到這是一個關鍵時刻，倉促下令在德軍能反擊前突擊擴大橋頭堡。21日沃羅涅日方面軍的第1、第3和第5親衛空降旅接到緊急命令確保橋頭堡。23日一個在卡涅夫與勒日謝夫之間的第聶伯河環線上，周長15至20 公里寬和30公里深的橋頭堡被建立，而方面軍的部隊則渡過河流。
空降部隊人員很緩慢的到達機場，因此有必要從23日延期一天和從計劃中刪除第1旅的參與；由此命令的改變引致附近的指揮渠道混亂。命令更改終於在24日送到連指揮官手中，僅15分鐘給該單位置備鐵鍬、反坦克地雷或為秋天的嚴寒夜晚準備的披風，聚集在機場上機及在下午6時30分起飛。由於天氣問題，不是所有的指派的飛機按時抵達機場（如果有的話）。此外，大多數負責飛行安全的最高官員不准許他們的飛機作最高負裝，令飛機數量減少（低於預期的負載能力），因此原本的負載計劃被放棄。許多無線電和供應物品被拖了下來。在最好的情況下，它將利用3輪空運運送2個旅。單位被逐個地裝載上回航的飛機上（仍然被過度負責的空運送達），這些回航的飛機因低於預期能力的燃料車而加油緩慢。與此同時，已抵達的部隊換乘飛機，尋求更早的航班。緊迫性和燃料短缺令飛機無法在高空中會合。大多數飛機，一旦加載和補充燃料，就單獨飛往目的地，而不是聯成一線並進。攻擊波開始時單位盡可能聯合進行攻擊。
由於空降軍從4至5個飛機場飛行170至220 公里（其中1個飛機場沒有收到任何燃料），部隊（其中一半從未跳傘，除了從訓練塔）只被簡單的介紹了拖放區、集結地區和目標區而指揮員不太明白並仍在了解新的命令。與此同時，蘇聯的航空拍照，因惡劣天氣而暫停數天，因而錯過了在午後加強該地區。非戰鬥的運輸機飛行員運送第3旅在小雨下本來預期沒有遇到抵抗，但在飛越河流警戒哨後，受到了第19裝甲師的防空和掩護炮火射擊（只巧合飛越空降區，而僅僅6個師的其中之一和其他部隊被命令，在21日填補在第3坦克軍團前面的空隙）。領頭的飛機，在晚上7時30分於Dubari投下傘兵，受到德軍第19裝甲師第73裝甲擲彈團裝甲運兵車營（先鋒）及師部直轄人員的小型武器、機關槍和20毫米4連裝高射砲的射擊。有些傘兵甚至在降落前開始還擊，並投擲手榴彈；飛機後來加快、攀升和迴避，在廣闊區域投下傘兵。整個夜晚，一些飛行員避免在明亮的地點進行空投，以及有13架飛機在沒有空投下返回機場。原本全長10至14 公里的空降區基本上是不設防的地形，被蘇軍以30至90 公里的空降區替代以攻擊德軍兩個軍移動速度最快的部隊。
在地面上德軍利用白色降落傘作為指示燈，追捕和殺害混亂的進攻集團，並收集和銷毀空投物資。供應篝火、發光的灰燼及多色彩的照明彈照亮了離奇可怕的戰場。獲得的文件令他們在毫無組織的傘兵到達前充分了解蘇軍的意圖。
回到蘇軍的機場，燃料短缺只允許飛行計劃中500架次中之298架次，以運送部隊的45毫米反坦克炮和未運送的2,017名傘兵。投下的4,575人（計劃中的70%的數量，只有1,525人來自第5旅），約2,300名最終編成43個特設小組，任務因無望而被遺棄，並利用了大部分時間尋找尚未被德軍銷毀的補給品。其他的會合在該地區經營的游擊隊集團。使大約230個（或以上）單位越過第聶伯河到達前線（或原在那裡下降）。其餘大部分幾乎在第1個晚上被隨意俘獲或第2天被殺（雖然，第一個晚上，第73裝甲擲彈兵團第3連，損失慘重，但在近Dubari3公里處的Grushevo殲敵約150名傘兵）。
德軍（雖低估）估計共有1,500到2,000名傘兵被下降，根據記錄他們在頭24小時內俘獲並殺死了901名傘兵。但此後德軍在很大程度上忽略了傘兵，以反擊和切斷第聶伯河的橋頭堡。德軍認為他們的反傘兵作戰到26日的晚上9時已完成，雖然殘餘在11月初對守軍、鐵路線和列車進行了有一些小規模的行動。由於缺乏兵力以掃蕩所有地區，僅剩森林地區仍然是一個小的威脅。
最終德軍認為，對手的空降行動這個基本上健全的想法被毀之於缺乏專業經驗的規劃師專家破壞（但讚揚個別傘兵在林木稀疏的北部地區作戰堅韌、刺刀技能和嫻熟的使用爆破技術）。 蘇聯最高統帥部空投第2梯隊（最終，最後的隊伍）徹底失敗；作為經驗教訓，他們已經吸取了在冬季攻勢中在維亞茲馬空投隊伍是完全失敗。他們相信自己絕不會再次嘗試。
蘇軍第5親衛空降旅旅長西多爾丘克，把部隊撤回到森林南部，最終收編了一個旅級指揮部、一半空降兵、一半游擊隊，得到空中補給，並協助在切爾卡瑟附近烏克蘭第2方面軍渡過第聶伯河，在11月15日與方面軍聯繫起來。經過13多天的戰鬥空降部隊被解散，結束了悲慘的兩個月戰事，超過60%的傘兵再也沒有回來。

### 攻擊渡輪第聶伯河

#### 執行考慮

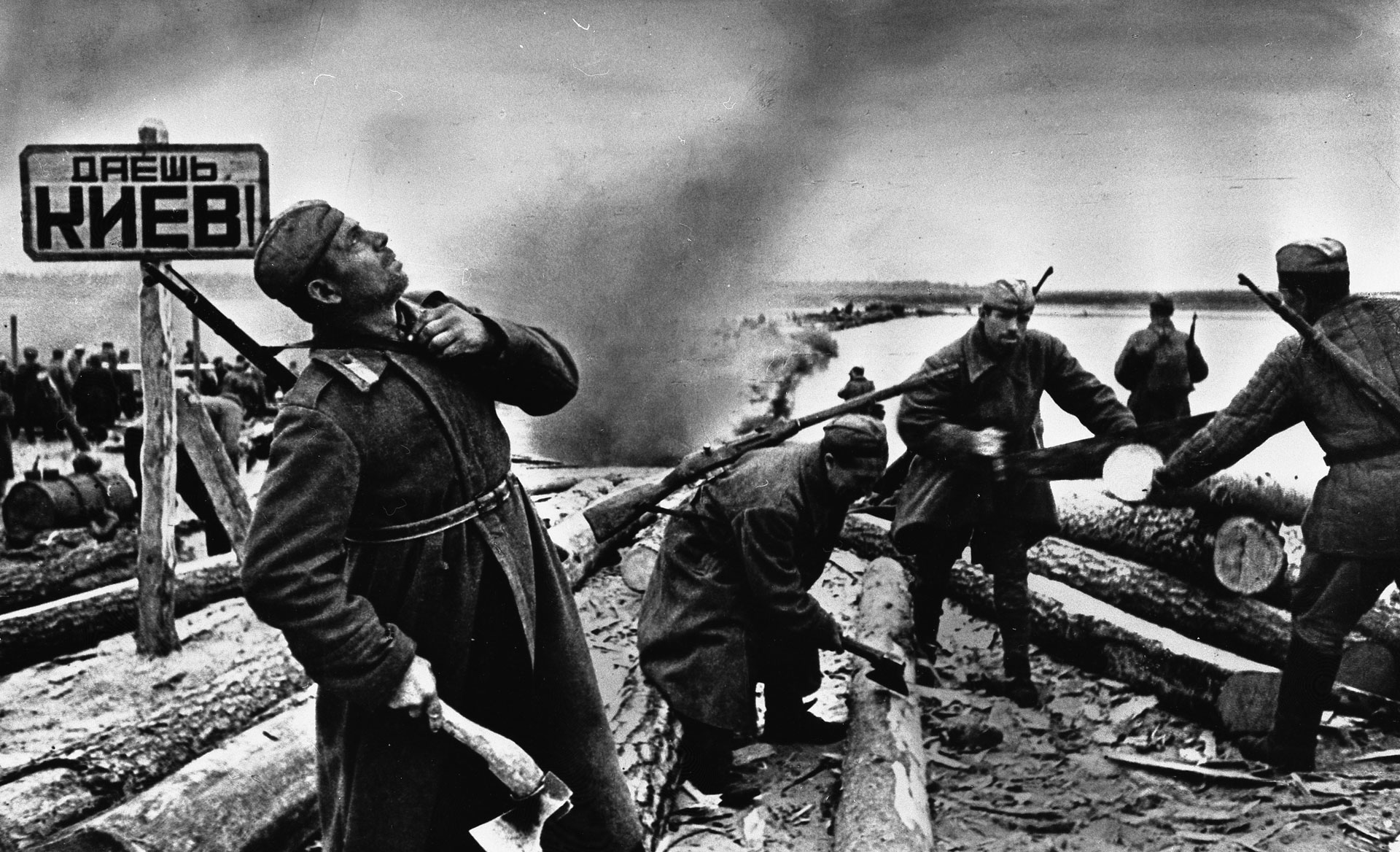
蘇軍士兵正準備小木排渡過第聶伯河（標語上寫道："前往基輔"）...

第聶伯河是歐洲第3大河，僅次於伏爾加河和多瑙河。在其下遊，它的寬度可以很容易地達到3公里，而事實上在幾個地方因堤壩使它變得更大。此外其右岸有待收復－其高度及深度比左岸要大得多，令進一步的進攻更複雜化。此外，對岸已被德意志國防軍變成了一個龐大複雜的防禦和要塞系統。
方面軍在這種情況下，蘇軍指揮官有兩個選擇：
1. 是讓自己有足夠時間重新集結部隊，尋找一至兩個薄弱點進行攻擊（不一定在第聶伯河下游），實施突破和包圍德國守軍，使防線在未來失去作用（像德軍裝甲部隊於1940年繞過馬其諾防線）。然而，這將給德軍時間獲得更多預備隊和此外，蘇軍側翼將暴露在機械化部隊的攻擊下，這是所有的蘇軍指揮官自1941年以來的噩夢。
2. 是實施的大規模進攻而無需等待，並在廣泛的戰線上迫近第聶伯河。這個選項沒有留下更多的時間給德國守軍，但會導致更大規模的傷亡。

出於政治原因（史達林希望在11月7日將基輔重新奪回），第2個選擇被選中。
進攻幾乎同時在300公里長的戰線上進行。所有可用的交通工具被用來運送攻擊部隊到對岸，包括小捕漁漁船和即時造的筏木桶和木材（如照片中的一樣）。關鍵的問題顯然是重型設備，沒有它橋頭堡不可能長時間支持。

### 渡河攻擊
第1個在第聶伯河右岸的橋頭堡，是在1943年9月22日建立在戰線北部、第聶伯河和普里皮亞季的河流合流處。在9月24日於第聶伯羅捷爾任斯克附近建立一個橋頭堡，另一個於9月25日在第聶伯羅彼得羅夫斯克附近建立，但又一個於9月28日克列緬丘格附近被佔領。到本月月底，23個橋頭堡創建在右岸上，其中一些是10公里寬及1公里至兩公里深。
所有穿越第聶伯河的戰事可以被描述為爭奪戰，士兵們在猛烈的德軍炮火和面臨重大損失下利用一切可用的浮動裝置過河，在此之後蘇軍基本上在第聶伯河右岸黏土形成的山溝中挖掘自己的戰壕。

### 確保橋頭堡

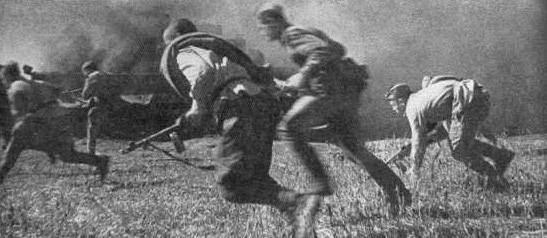
1943年10月蘇軍士兵正進攻一個橋頭堡

德軍很快就對幾乎每一個橋頭堡實施猛烈反擊，希望在重型裝備可以運過河前把他們消滅。
例如在Borodaevsk橋頭堡，科涅夫元帥在他的回憶錄提到，受到裝甲部隊和來自空中猛烈的襲擊。轟炸機攻擊了橋頭堡和過河的增援部隊。科涅夫有一次大約抱怨缺乏蘇聯空軍有組織的支持下，成立了空中巡邏隊以防止轟炸機接近橋頭堡，並下令提供更多火炮對付來自對岸的坦克攻擊。當蘇聯航空兵變得更有組織和數以百計的火炮和卡秋莎開始射擊下，情況開始好轉，最終守衛了橋頭堡。
這種戰鬥爭普遍出現在每個橋頭堡。儘管守衛了所有的橋頭堡，損失是可怕的，在10月開始大部分師團都只有名義上25%至50%的兵力。

## 西岸的軍事行動

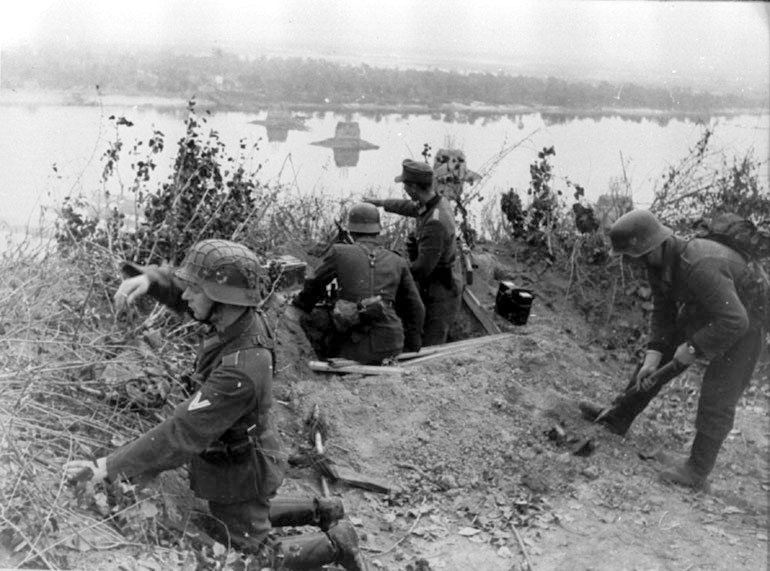
德國陸軍在渡過第聶伯河前實行焦土政策

### 第聶伯河下游的攻勢
到10月中旬集結在第聶伯河下游橋頭的部隊已強大至足夠發動第一次大規模進攻以攻佔戰線南部的第聶伯河右岸。因此在克列緬丘格—第聶伯羅彼得羅夫斯克戰線上發動全力攻擊，同時德軍進行一個主要轉移以從被第聶伯河下游和基輔撤退。
在攻勢結束時，蘇聯軍隊在一些地方控制了300公里寬、80公里深的橋頭堡，在南部克里米亞現在已被切斷。任何在第聶伯河左岸邊阻止蘇軍前進的希望被丟失了。

### 批評
史達林在11月7日收復基輔的願望引來不少歷史學家的批評，現在普遍接受的推論是蘇軍在第聶伯河下游的橋頭堡是故意“孤立”，以吸引來自基輔的德軍，再將其重創，但如果稍有不慎往往會導致慘重損失。

## 成果
第聶伯河戰役是德意志國防軍另一次失敗，德軍需要該戰役的勝利以重新穩固在更西面的戰線。雖然希特勒希望控制第聶伯河，蘇軍卻壓迫德軍的防線。基輔被收復和德軍缺乏力量以消滅在第聶伯河下游橋頭堡的蘇軍。大部分右岸仍然被德國佔領，但雙方都知道，這不會持續很長時間。
此外第聶伯河戰役表現出蘇聯遊擊隊的實力。在1943年9月至10月進行的“鐵路戰爭”行動嚴重打擊了取得德軍的後勤供應，創造大量供應問題。
另外在1943年11月28日和12月1日溫斯頓·丘吉爾、富蘭克林·德拉諾·羅斯福和史達林進行了德黑蘭會議。第聶伯河戰役以及在1943年進行的其他重大攻勢，當然讓史達林與他的盟友談判上取得領導地位。

## 傷亡討論
在第聶伯河戰役中的傷亡數字依然是一個激烈辯論的主題。有些資料的數字非常低（總傷亡數字200,000至300,000人），遠低於例如庫爾斯克戰役。然而，鑑於行動的時間的和包括廣大的領域，不止一個歷史學家認為，涉及的損失是巨大的，很容易達到或甚至超過了史達林格勒戰役，但是“被忽視”，因為涉及的行動地區廣大（成名的光環蓋過後者）。死亡人數還取決於持續的時間因素。這也取決於是否1943年斯摩棱斯克戰役的數字，這是作為第聶伯河戰役的一種“欺騙性演習”，包括在第聶伯河戰役的統計內。
關於蘇聯傷亡數字這一問題上，尼古拉·施多夫在他的《俄羅斯戰鬥》中提出的數字是有373,000人陣亡，及蘇聯總傷亡數字共超過1,500,000人。英國歷史學家，
約翰·埃里克森，在他的《巴巴羅薩：軸心國和同盟國》中，提出從1943年9月26日到12月20日蘇聯共有173,201人陣亡，因此沒有考慮到從8月24日到9月26日的數字。大衛.葛蘭茨在《巨人的碰撞》中提出在8月26日至9月30日（切爾尼戈夫-波爾塔瓦行動）的總損失為428,000人（103,000人陣亡）和從9月26日和12月20日的總損失為754,000人（173,000人陣亡）。
由於在渡過第聶伯河前德軍抵抗力量頑強，這一數字似乎是一個過低的估計（來自蘇聯的估計，在庫爾斯克攻勢後共有250,000人死亡、受傷和被俘），大將超過300,000人的陣亡數字似乎是完全正確和可以接受的，與受傷數字的比例為3:1。
然而，德軍的損失數字，更難以評估。簡單的規則是在進攻行動中頑強抵抗的敵人損失3:1的比例導致500,000人傷亡，達到庫爾斯克戰役的數字。施多夫和其他蘇聯/俄羅斯歷史學家引述傷亡高達1,500,000人。但是，這是極不可能的，這將意味著，傷亡人數接近參戰的士兵人數，而如果考慮到跟庫爾斯克戰役每天的傷亡比例，兩次行動，只要在類似的條件下會導致到1,000,000人傷亡。第聶伯河戰役是被列入歷史上最血腥的戰役之一。

## 附錄
1. 1 2 3 4 5  Liberation of Kiev and battle of the Dnieper. How it was. PHOTO （页面存档备份，存于）. Ukrayinska Pravda, 6 November 2013.
2. ↑  http://www.soldat.ru/doc/casualties/book/chapter5_10_1.html#5_10_22 （页面存档备份，存于）.
3. ↑  Nikolai Shefov, Russian Fights. Lib. Military History, Moscow, 2002.
4. ↑  Erich von Manstein, Lost Victories, Moscow, 1957.
5. ↑  The History of Soviet Airborne Forces, Chapter 8, Across The Dnieper (September 1943), by David M. Glantz, Cass, 1994.  (portions online) （页面存档备份，存于）
6. ↑  1943 Dnepr airborne operation: lessons and conclusions
Military Thought, July 2003, by Nikolai Viktorovich Staskov. (online) （页面存档备份，存于）  See ref at Army (Soviet Army) under 40th Army entry.